# Valerij Karpin
Valerij Georgijevitj Karpin (ryska: Валерий Георгиевич Карпин), född 2 februari 1969 i Narva, Estniska SSR, Sovjetunionen, är en rysk före detta fotbollsspelare som numera är tränare för FK Rostov.
Under sin spelarkarriär spelade Karpin för bland annat ryska Spartak Moskva samt spanska Valencia, Celta Vigo och Real Sociedad. Han avslutade sin spelarkarriär efter säsongen 2004/2005. Karpin var även med i Rysslands trupp vid fotbolls-VM 1994, EM 1996 och VM 2002.
Efter spelarkarriären har Karpin varit tränare för ryska Spartak Moskva och Torpedo Armavir samt spanska Mallorca.